# Sidi Bouzid (Tunesien)
Sidi Bouzid (arabisch سيدي بوزيد, DMG Sīdī Bū-Zaid) ist eine Kreisstadt im Zentrum Tunesiens und Hauptort des gleichnamigen Gouvernements Sidi Bouzid. Die Stadt liegt etwa 200 Kilometer südwestlich von Tunis und hat rund 52.000 Einwohner.

## Geografie
Abgelegen vom Meer (135 Kilometer westlich von Sfax) und von der Hauptstadt Tunis weit entfernt, umgeben von Bergen (Jebel El Kbar 793 m ü. NN), ist die Stadt isoliert, wodurch sie in ihrer Entwicklung eingeschränkt ist. Der Ort ist von Überschwemmungen durch die Wadis Gammouda und Falet Galla bedroht.

## Geschichte
Die Stadt hat sich unter französischem Protektorat entwickelt: Im Jahr 1901 wurde die französisch-arabische Schule von El Hamma gegründet. Im Februar 1943 fand nahe der Stadt die Schlacht von Sidi Bouzid im Tunesienfeldzug statt. Sie begann am 14. Februar am Faid-Pass, wo die deutsche Wehrmacht die 1. US-Panzerdivision angriff, und war der Auftakt zur Schlacht am Kasserinpass.
Am 17. Dezember 2010 zündete sich der Gemüseverkäufer Mohamed Bouazizi in Sidi Bouzid aus Protest selbst an, nachdem Behörden seine Ware beschlagnahmt hatten. Er wurde in ein Krankenhaus in Tunis gebracht, wo er am 4. Januar 2011 verstarb. Dieses Ereignis entfachte eine Reihe von Protesten, in deren Verlauf Augenzeugen zufolge hunderte Jugendliche in Sidi Bouzid demonstrierten. Dabei kam es zu Ausschreitungen. Die Polizei setzte Tränengas ein und sperrte den Zugang zur Stadt für Journalisten. Dies konnte eine Eskalation und das Übergreifen der Proteste auf andere Städte nicht verhindern. Die Ereignisse führten zur Tunesischen Revolution, die sich schließlich mit dem Arabischen Frühling auch auf andere Länder der Arabischen Welt ausbreitete.

## Wirtschaft
In der Hauptsache ist die Ebene von Sidi Bouzid von Getreide-, Obst- und Gemüseanbau geprägt. So ist die Stadt der größte Gemüseproduzent im Land und eines der größten Zentren der Milchviehhaltung. Darüber hinaus werden Lämmer einer lokalen Schafrasse, die auch ein AOC erhielt, vermarktet.

## Persönlichkeiten
- Mongi Hamdi (* 1959), tunesischer Diplomat und ehemaliger Außenminister Tunesiens